# جنبي صفاقي
جنبي صفاقي أو جنبوي صفاقي (بالإنجليزية: Pleuroperitoneal)‏ هوَ مصطلح طبي يَرتبط بالتجويف الجنبي وَالغشاء المصلي البطني (الصفاق). يُفصل عن التامور بواسطة حاجز مُستعرض.